# Pachyteria equestris
Pachyteria equestris là một loài bọ cánh cứng trong họ Cerambycidae.